# Chuck Berry in London
Chuck Berry in London, musikalbum av Chuck Berry, utgivet i maj 1965 på skivbolaget Chess. Albumet spelades in i London, därav namnet.
Det här albumet, tillsammans med hans efterkommande, Fresh Berry's innehåller låtar som för många nog är helt okända. Efter albumet St. Louis to Liverpool lyckades aldrig Berry få någon stor hit (med undantag av "My Ding-A-Ling" 1972), detta trots att hans inflytande var mycket stort på båda brittiska grupper (som gjorde covers på hans låtar. Amerikanska musiker anser ofta att låtarna på detta album är minst lika bra som hans material från 1950-talet. "Dear Dad" brukar ofta dyka upp på greatest hits-samlingar och är kanske den mest kända låten på albumet (den nådde Billboardlistans 95:e plats som singel 1965; annars torde nog den rykande blueslåten "She once was mine", tillhöra blueshistoriens allra bästa.).

## Låtlista
1. "My Little Love Light"
2. "She Once Was Mine"
3. "After It's Over"
4. "I Got a Booking"
5. "Night Beat"
6. "His Daughter Caroline"
7. "You Came a Long Way from St. Louis"
8. "St. Louis Blues"
9. "Jamaica"
10. "Dear Dad"
11. "Butterscotch"
12. "The Song of My Love"
13. "Why Should We End This Way"
14. "I Want to Be Your Driver"